# Laxtjärnen (Säfsnäs socken, Dalarna, 667535-141188)
Laxtjärnen är en sjö i Ludvika kommun i Dalarna och ingår i Göta älvs huvudavrinningsområde.